# Анастасија Римљанка
Анастасија Римљанка је ранохришћанска мученица и светитељка. Рођена је у Риму и остала сироче са три године. Као сироче узета је у неки женски манастир близу Рима. После 17 година, Анастасија се прочула међу хришћанима као велика подвижница а међу незнабошцима као ретка лепотица. Незнабожачки градоначелник Проб чуо је за њу и послао је војнике да је доведу. Игуманија манастира Софија саветовала је Анастасију, како да држи веру, како да одоли ласкавим обманама, и како да отрпи муке. Анастасија јој тада рече: „готово је срце моје за Христа страдати, готова је душа моја за сладчајшега Исуса умрети." Изведена пред кнеза, Анастасија јавно изрече своју веру у Исуса Христа. Када су је били обнажили ради поруге, она је викала на слуге: „бијте ме, и сеците, и трзајте, покрите ранама моје наго тело, и крвљу сакрите срам мој!" Била је тучена, трзана и сечена. Одсечене су јој груди и језик и на крају и сам мачем посечена ван града. 
Страдала је око 250. године у време владавине цара Деција Трајана.
Православна црква прославља свету Анастасију 29. октобра по јулијанском календару а 11. новембра по грегоријанском. 